# Keiji Imamura
Keiji Imamura (今村 啓爾, イマムラ ケイジ Imamura Keiji), född 1946, är en japansk arkeolog och internationellt ansedd expert på den japanska Jomonkulturen (縄文文化). Han är verksam vid Tokyos universitet som professor i arkeologi inom Graduate School.
Imamuras vetenskapliga gärning har inriktats på äldre historisk sydöstasiatisk arkeologi knutet till förekomst av krukmakeri och bronsverktyg. Många utgrävningar har styrts av undersökningskrav före utbyggnad av fastigheter, kommunikationer och gruvdrift. Hans studier har haft fokus på Jomon och Yayoi perioderna. Hans föreläsningar omfattar främst kurser och seminarier kring Japans förhistoria och sydöstasiatisk arkeologi.